# Operacja krasnoborska
Operacja krasnoborska, bitwa pod Krasnym Borem – działania bojowe radzieckiej 55 Armii Frontu Leningradzkiego w czasie dwóch ofensywnych operacji (10 – 27 lutego i 19 marca – 2 kwietnia 1943 r.) wspólnie z wojskami Frontu Wołchowskogo w celu okrążenia i zniszczenia mgińsko-siniawińskiego ugrupowania niemieckiej 18 Armii.
Ofensywne działania dwóch frontów w lutym – marcu 1943 roku, zaplanowała Stawka, i było to logiczne przedłużenie operacji Iskra i równocześnie część ogólnego natarcia radzieckich wojsk na kierunku północno-zachodnim (operacja Polarna Gwiazda).

## Sytuacja pod Leningradem na początku lutego 1943 r.
W drugiej połowie stycznia 1943 r. po przerwaniu blokady Leningradu armiom 67 i 2 Armii uderzeniowej nie udało się rozwinąć osiągniętego sukcesu. Stawka nie była zadowolona rezultatami styczniowego natarcia. Przeciwnik utrzymał w swoich rękach mgińsko-siniawiński występ i kontrolował Kirowską magistralę kolejową.
Ponieważ sytuacja na froncie układała się na korzyść radzieckiej armii, Stawka zdecydowała nie powstrzymywać natarcia  spod Leningradu i co więcej, przedsięwziąć w lutym 1943 r. ogólne natarcie na kierunku północno-zachodnim pod kodową nazwą Operacja Polarna Gwiazda. Pogrom mgińsko-siniawińskiego ugrupowania przeciwnika wojskami Leningradzkiego i Wołchowskiego Frontu powinien odciążyć wojska Frontu Północno-Zachodniego, którego natarcie było wyznaczone na 19 lutego. Koordynacja działań trzech frontów spoczywała na marszałku Żukowie. Wynikiem operacji Polarna Gwiazda powinien być pogrom Grupy Armii Północ i pełne zniesienie blokady Leningradu.

## Plan operacji

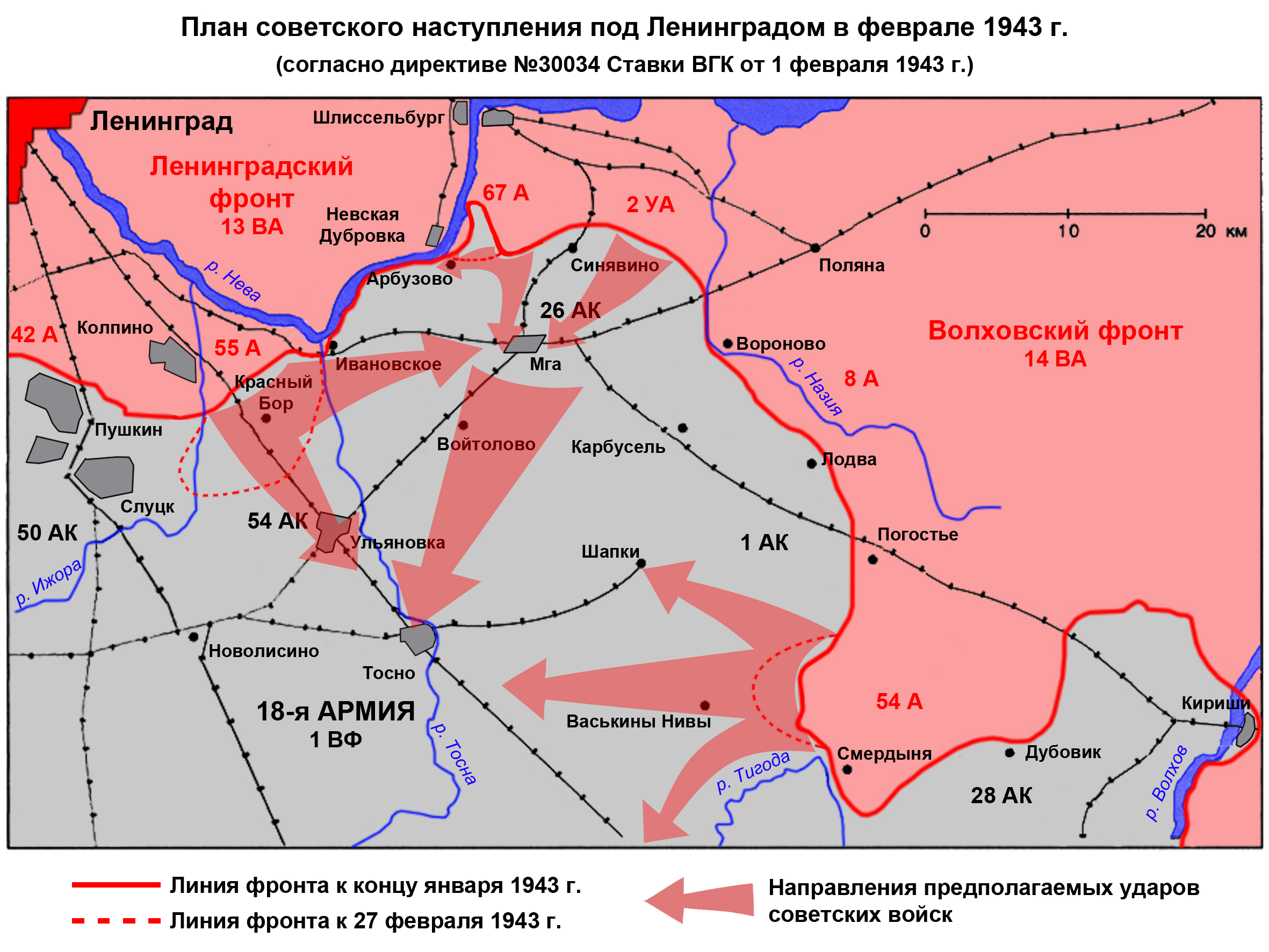
Plan radzieckiego natarcia pod Leningradem w lutym 1943 r.

1 lutego 1943 r. Stawka swoją dyrektywą № 30034 rozkazała wojskom frontów Leningradzkiemu i Wołchowskiemu „z uwagi na to że frontalne uderzenia w okręgu Siniawino nie dały dotychczas oczekiwanych rezultatów», nie zaprzestając natarcia armii 67 i 2 Armii Uderzeniowej, wykonać „dodatkowe uderzenia z flank” z celem otoczenia mgińsko-siniawińskiego ugrupowania przeciwnika. Skrzydłowe uderzenia powinna wykonać 54 Armia Front Wołchowski z okręgu Smierdyna w kierunku Waskiny Niwy – Czapki (Leningradzki obwód) i 55 Armia Front Leningradzki z okręgów Iwanowsk i Rożdiestwieno w kierunkach Mga (Kirowski okręg) i Tosno. W końcowym wyniku wojska czterech radzieckich armii, okrążywszy i zniszczywszy mgińsko-siniawińskie ugrupowanie przeciwnika, powinny wyjść na linię Uljanowka (Leningradzki obwód) – Tosno – Lubań
Czasu na przygotowanie natarcia było mało. Dowództwo dwóch frontów musiało w krótkich terminach opracować szczegółowy plan nadchodzącego natarcia, zorganizować uderzeniowe ugrupowania, przeprowadzić wielkie przegrupowanie oddziałów między armiami, dostarczyć amunicję, paliwo, żywność.
Uczestnicząca w przerwaniu blokady 67 Armia w składzie: 45 Ds Gw, 63 Ds Gw, 268 Dywizja Piechoty i inne oddziały były śpiesznie uzupełniane i włączone w skład 55 Armii, a 372 Dywizja Piechoty i trochę artyleryjskich dywizjonów z 2 Armii Uderzeniowej były przekazane w skład 54 Armii. Poważne obawy budziło przedłużanie natarcia 67 Armii i 2 Armii Uderzeniowej, które poniosły wielkie straty i nie otrzymały uzupełnień w ludziach i środkach techniki bojowej.
Razem z tym, radzieckie dowództwo przypuszczało, że natarcie w styczniu zmusiło dowództwo niemieckiej 18 Armii ściągnąć wszystkie rezerwy w okręg Mgi i osłabić flanki.
Przygotowań do operacji nie udało się skończyć do 8 lutego i natarcie przeniesiono na 10 lutego.

## Siły przed początkiem operacji
Uderzeniowe ugrupowanie 55 Armii
- 43 Dywizja Strzelecka
- 46 Dywizja Strzelecka
- 56 Dywizja Strzelecka
- 67 Dywizja Strzelecka
  - 14 Pułk Strzelecki
  - 133 Pułk Strzelecki
  - 141 Pułku Strzelecki
  - 9 Pułk Artylerii
- 131 Dywizja Strzelecka
- 268 Dywizja Strzelecka
- 45 Gwardyjska Dywizja Strzelecka
- 63 Gwardyjska Dywizja Strzelecka
- 56 Brygada Strzelecka
- 250 Brygada Strzelecka
- 122 Brygada Pancerna
- 31 Pułk Pancerny
- 34 Brygada Narciarzy
- 35 Brygada Narciarzy
- 187 baterii artylerii we wszystkich kalibrach niezależne formacje artylerii
- 2 Samodzielne bataliony moździerzy rakietowych Katiusza
- 2 Samodzielne bataliony ppanc 76,2 mm (armaty ppanc)

Natarcie przeprowadziła 45, 63 Dywizje strzeleckie Gw, 43 Dywizja strzelecka, 34 Brygada narciarska i 31 Pułk pancerny gwardyjski przełomu – około 33 tys. ludzi.
Pozostałe siły armii (5 strzeleckich dywizji, 3 strzeleckie i narciarskie brygady) i potężne czołgowe ugrupowanie (razem 152 czołgi, SU-85 i 44 Katiusze miały rozwinąć natarcie w przypadku pierwotnego sukcesu.
Ponieważ natarcie przewidywano wzdłuż linii kolejowej, 55 Armia (ZSRR) otrzymała 71 Samodzielny dywizjon pociągów pancernych w składzie dwóch pociągów pancernych „Staliniec” i „Narodowy mściciel”
Przeciwko radzieckim wojskom na tym odcinku frontu broniły się oddziały Błękitnej Dywizji ogólną liczebnością około 4,5 tys. ludzi przy udziale 24 dział i 4 Dywizja Grenadierów Pancernych SS Polizei.

## Działania 10-27 lutego 1943 r.
10 lutego 1943 r., po dwugodzinnym przygotowaniu artyleryjskim, w której uczestniczyło do 1 tys. dział i miotaczy min, uderzeniowe ugrupowanie 55 Armii zaczęło natarcie z rejonu Kołpino w dwóch kierunkach – Uljanowka (Leningradzki obwód) i Mga (Kirowski okręg).
Natarcie w kierunku Uljanowki, radzieckie wojska przedarły się przez obronę przeciwnika i do końca dnia 10 lutego 63 Dywizja strzelecka Gw wyzwoliła Czerwony Bór i wzięła stację Popowka, a 72 Dywizja strzelecka – Stara Myzu. 11 lutego 45 Dywizja strzelecka Gw wyzwoliła Miszkino. Przez pierwsze dwa dni natarcia oddziały 55 Armii zdołały posunąć się naprzód na 5 kilometrów. Dla rozwinięcia sukcesu w walkę została rzucona ruchoma grupa w składzie 35 Brygady narciarskiej i 122 Brygady pancernej (pod ogólnym dowództwem generała-majora I. M. Lubimcewa)
Jednakże, oddziały Błękitna Dywizja, pomimo wielkich strat, zdołały umocnić się w południowej części Krasnego Boru i na brzegu rzeki Iżora i okazując zacięty opór, utrzymały się do nadejścia posiłków. Bojowe grupy 212 i 215 niemieckich dywizji, wzmocniwszy obronę, zdołały zatrzymać radzieckie natarcie na tym kierunku.
Natarcie w kierunku Mgi do 17 lutego 43 Dywizja strzelecka i 34 Brygada narciarska zdołała odsunąć Dywizję policyjną SS na 4 kilometry do rzeki Tosno.

## DziałaniaBłękitnej Dywizji
W lutym 1943 r. w rejonie Krasnego Boru doszło do najbardziej zaciętych walk z udziałem Hiszpanów. Pozycje, które zajmowała dywizja, obejmowały od zachodu Aleksandrowkę, a od wschodu Krasny Bor. Odcinek miał 18 km długości, co przy słabości sił hiszpańskich wymuszało ustawienie obrony linearnej, bez większych odwodów. Tak więc w pierwszej linii rozmieszczone zostały wszystkie trzy pułki: po lewej 263., w centrum 269. i 262. po prawej. Każdy z nich otrzymał jako wsparcie jedną grupę artylerii kalibru 105 mm, podczas gdy 150-tki przeznaczone były do ogólnego wsparcia. 10 lutego 1943 r., po huraganowym ostrzale artylerii, ruszyło potężne radzieckie natarcie wsparte czołgami, które trafiło na wzmocniony 262. pułk piechoty – wszystkiego 4841 ludzi.
Rosjanie ruszyli do ataku 10 lutego o 6.30, po dwugodzinnym (lub nawet trzygodzinnym) przygotowaniu artyleryjskim wykonanym przez setki dział. Według źródeł radzieckich do połowy dnia opanowano połowę miejscowości Krasny Bor (przed wojną liczyła ona 20 tys. mieszkańców), a pod koniec dnia całą miejscowość, co nie do końca było zgodne z prawdą. Do niewoli radzieckiej dostało się tego dnia 300 Hiszpanów i wielu Niemców. Na wschodni sektor obrony uderzyła sowiecka dywizja gwardii wsparta czołgami. Hiszpanie bronili się bohatersko mimo znacznej przewagi przeciwnika. Przykładowo 3. kompania 1. batalionu 262. pułku broniąca się na stacji kolejowej została całkowicie zniszczona przez czołgi T-34 i piechotę, ale broniła się do ostatniego żołnierza, tracąc wcześniej wszystkich oficerów. Jej dowódca, kapitan Ruiz de Huidrobo, wzywając do końca swoich żołnierzy do stawiania oporu, zginął w walce i został pośmiertnie odznaczony krzyżem św. Ferdynanda. (Cruz Laureada de San Fernando)
Podobnie było na pozycjach innych pododdziałów. Odcięte punkty oporu broniły się jeszcze do nadejścia pomocy ze strony jednostek niemieckich, ale napór Rosjan utrzymał się także w kolejnych dniach. Z końcem walki nad rzeką Iszorą straty zaangażowanych w walki Hiszpanów sięgały 75% – 3645 zabitych i rannych oraz 300 wziętych do niewoli. Szacuje się, że niewielki zysk terenowy mógł kosztować Rosjan nawet ponad 10 tys. żołnierzy. Jeszcze w marcu Hiszpanie odpierali sowieckie ataki, zanim kilka tygodni później nie zostali zastąpieni na linii frontu przez niemiecką 254 dywizję piechoty.
Obrona Krasnego Boru była najcięższą próbą dla dywizji, z której wyszła ona zwycięsko. Co prawda Rosjanie przełamali pierwszą linię obrony, ale druga i trzecia wytrzymały rosyjski impet. Wobec zaciętej obrony Hiszpanów sowiecki atak utknął na wielu odosobnionych punktach oporu walczących do ostatniego żołnierza.
Dzień 10 lutego 1943 w Hiszpanii został nazwany „Czarną Środą” i był dniem żałoby narodowej. Jeńcy zesłani do gułagów na Syberii wrócili do kraju po 1954 roku.

## Korygowanie ofensywnych planów
W dyrektywie № 30057 z 27 lutego 1943 r. Stawka oceniła „przeprowadzone operacje frontów Leningradzkiego i Wołchowskiego nie dały oczekiwanych rezultatów”. Wojskom wszystkich czterech armii (54, 55, 67 i 2 Armii uderzeniowej) nakazano tymczasowo zaprzestać natarcia i umocnić się na zajmowanych rubieżach, a dowódcom frontów do 3 marca przedstawić plany co do kolejnej wspólnej operacji ofensywnej.
Natarcie Front Północno-Zachodni (radziecki) także osiągnęło tylko lokalne sukcesy.
Pomimo niepowodzenia, radzieckie dowództwo zamierzało jednak wykonać Operację Polarna Gwiazda w marcu, ale już ze skromniejszymi celami. Według planu Stawki, Front Północno-Zachodni przechodził w nowe natarcie 4 marca jako Operacja starorusska w kierunku Stara Russa, a 55 Armia Frontu Leningradzkiego i 8 Armia Frontu Wołchowskiego – 14 marca, otrzymały dawne zadanie – okrążyć i zniszczyć mgińsko-siniawińskie ugrupowanie przeciwnika.
8 Armia powinna była przerwać obronę przeciwnika na froncie Krucze – Łodwa i opanować okręg Sołogubowka – Muja, przecinać komunikację przeciwnika i wyjść na tyły mgińsko-siniawińskiego ugrupowania przeciwnika.
55 Armia, nacierając z rejonu Krasny Bor – Piaskownica, powinna była rozwijać natarcie w kierunku Uljanowka i opanowawszy Sablino, przeciąć linię kolejową i szosę w rejonie Uljanowka – Mga z uderzeniem na Wojtołowo, gdzie przewidywano połączyć się z wojskami 8 Armii i zamknąć pierścień okrążenia.
Na początku marca 1943 r. zmienia się sytuacja na południowym odcinku frontu (Bitwa o Charków)
Operacja Polarna Gwiazda.
Wojska Frontu Północno-Zachodniego zaczęły natarcie 5 marca. Wojska frontów Leningradzkiego i Wołchowskiego nie zdołały przygotować natarcia do 14 marca (zatrzymanie dowozu amunicji) i zaczęły operację o 5 dni później. Do tego czasu wojska Frontu Północno-Zachodniego, nie osiągnąwszy sukcesu, zakończyły operację 17 marca.
W tej sytuacji wojska frontów Leningradzkiego i Wołchowskiego, mając mało szans na sukces, zaczęły kolejną próbę pogromu mgińsko-siniawińskiego ugrupowania przeciwnika.

## Działania 19 marca – 2 kwietnia 1943 r.
19 marca zaczęła natarcie z rejonu Krasny Bor (Tosnienski okręg) w kierunku Uljanowka (Leningradzki obwód) 55 Armia Armii Czerwonej. W pierwszym rzucie której działały:
- 72 Dywizja Strzelecka,
- 291 Dywizja Strzelecka,
- 123 Dywizja Strzelecka,
- 131 Dywizja Strzelecka,
- 46 Dywizja Strzelecka,

ze środkami wsparcia (w tym 3 brygady pancerne),
- 56 Brygada strzelecka
- 250 Brygada strzelecka.

Zadaniem drugiego rzutu armii
- 189 Dywizja Strzelecka,
- 224 Dywizja Strzelecka,
- 13 Dywizja Strzelecka,
- 268 Dywizja Strzelecka,
- 30 Brygada pancerna Gwardii

było natarcie na Wojtołowo i połączenie z oddziałami Frontu Wołchowskiego.
Ten odcinek frontu obsadziły następujące jednostki armii niemieckiej:
- 269 Dywizja Piechoty
- trzy bataliony legionu 27 Ochotnicza Dywizja Grenadierów Pancernych SS (1 flamandzka) Langemarck,
- 2 brygady piechoty SS (kolaboranci litewscy)

przy poparciu na flankach.
- 24 Dywizja Piechoty
- 250 hiszpańska dywizja ochotnicza

Na początku operacji wojska 55 Armii zdołały przedrzeć się przez front na odcinku 6,5 kilometra i posunąć się naprzód na 0,5-2,5 kilometra. Rozwijając natarcie, oddziały 268 Dywizji strzeleckiej przy wsparciu 55 Brygady strzeleckiej posunęły się na 8-10 kilometrów i osiągnęły północno-zachodnie peryferie Uljanowka (Leningradzki obwód) Sablino, ale po przeprowadzanym kontrataku przez przeciwnika zostały odcięte od podstawowych sił. 26 marca okrążenie udało się rozerwać i nawet posunąć się w głąb jeszcze na 3 kilometry, ale był to ostatni sukces.
Otrzymawszy wzmocnienie, 5 Dywizja Górska (III Rzesza), 58, 170, 254 pieszych dywizji i 502 Batalion czołgów ciężkich, wojsko niemieckie, przy wsparciu lotnictwa (do 200 samolotów) i artylerii, stale przeprowadzały kontrataki i w końcowym wyniku, zmusiły radzieckie wojska do wycofania się na rubieże wyjściowe.
25 marca dowództwo Frontu Leningradzkiego w Rozkazie № 0077 «O niedociągnięciach w zarządzaniu wojskami podczas ofensywnej operacji 55 Armii oceniło wyniki operacji bardzo krytycznie:

(...) «Wojskowa Rada Leningradzkiego frontu, oceniając bojowe działania oddziałów, wchodzącej w uderzeniowe ugrupowanie 55 Armii, uważa ich krańcowo niezadowalającymi i osiągnięte rezultaty – znikomymi.(...)

W tym samym rozkazie dowódcom i polityczny pracownikom zalecało się «wziąć wojsko „w swoje ręce i nie zważając na trudności, zdobyć stację Sablino i osiedle Uljanowka”. Podporządkowując się rozkazowi, do początku kwietnia niejednokrotnie próbowały wznowić natarcie za każdym razem spotykając zawzięty opór i sukcesu nie osiągnęły.
Równocześnie natarcie na Mga (Kirowski okręg) z rejonu bardziej na południe od Krucza prowadziła 8 Armia (ZSRR) Frontu Wołchowskiego. Po trzech dniach oddziały 8 Armii przedarły się przez niemiecką obronę w rejonie Krucze (okręg Wołchowski) – Łodwa na szerokości 8 kilometrów i posunęły się naprzód do 2-5 kilometrów, a ruchoma grupa, rozwijając sukces, zdołała przecinać linię kolejową Mga – Kiriszy na wschód od stacji Turyszkino. Jednakże, niemieckie dowództwo wzmocniło swoją obronę na tym odcinku frontu i natarcie 8 Armii zostało zatrzymane.
2 kwietnia Stawka rozkazała wojskom frontom Leningradzkiego i Wołchowskkiego tymczasowo wstrzymać natarcie, „trwale umocować się na osiągniętych pozycjach i nie zaczynać natarcia bez specjalnego pozwolenia Stawki”.
W ten sposób, druga próba otoczenia mgińsko-siniawińskiego ugrupowania przeciwnika znów zakończyła się bezskutecznie.

## Wyniki operacji
Podczas dwóch ofensywnych operacji w lutym i marcu – początku kwietnia 1943 r. wojska frontów Leningradzkiego i Front Wołchowski nie zdołały okrążyć i zniszczyć mginsko-siniawinskiego ugrupowania przeciwnika i ustalić trwałej komunikacji kolejowej Leningradu z resztą kraju. Będąc częścią tych operacji, ofensywne działania 55 Armii, pomimo szeregu lokalnych sukcesów, także nie osiągnęły postawionych celów.
Pomimo oczywistej przerwy natarcia, dowodzący wojskami Frontu Leningradzkiego Leonid Goworow w swoim referacie do Stalina, meldował 30 marca 1943 r. już według wyników operacji, zaznaczył pozytywny rezultat bojowych działań – «ostrzeżenie przygotowującego się uderzenia przeciwnika na kołpinskom kierunku», chociaż możliwość niemieckiego natarcia na tym kierunku była więcej niż wątpliwa.
Przedstawiciel Stawki na Front Wołchowski Klimient Woroszyłow, koordynujący ofensywne działania dwóch frontów, był bardziej kategoryczny przy oszacowaniu rezultatów operacji w swoim referacie do Stalina z dnia 1 kwietnia 1943 r. meldował:

(...) a) oba fronty dostarczanego przed nimi zadania nie wykonały.
b) wnoszone przez nich propozycje nie gwarantują i w najdalszym wykonanie Waszej dyrektywy.
c) straty w ludziach w tych operacjach w obu frontach bardzo wielkie, prawda i przeciwnik poniósł ogromne zguby.
d) wydatek amunicji, w porównaniu z osiągniętymi sukcesami, wielki.
e) straty w czołgach znaczne.
f) wszystko to rezultat nie tylko i, według mnie, nawet nie tyle dlatego, że silny wróg, ile na skutku tego, niedostatecznie dobrze przygotowaliśmy się do tej operacji i zwłaszcza źle była przygotowywana piechota do działań w warunkach lesiste-błotnistej miejscowości. Przypominam, o czym pewnego czasu już donosiłem wam, że wojska, przyzwyczajonych siedzieć długotrwały czas w obronie, powoli przyswajają nawet elementarne zasady ofensywnych działań.(...)